# Elfryda Trybowska
Elfryda Jadwiga Rudolfina Anna Trybowska, z domu Nawratil (ur. 7 października 1913 w Wiedniu, zm. 4 kwietnia 2007), polska działaczka turystyczna, autorka przewodników o Rabce i okolicach, honorowa członkini Polskiego Towarzystwa Turystyczno-Krajoznawczego, honorowa obywatelka Rabki.
Była córką Antoniego Nawratila (1883–1940), handlowca, późniejszego podpułkownika WP, zamordowanego w Charkowie (w 2007 awansowanego pośmiertnie na stopień pułkownika), oraz Austriaczki Berty z domu Kirchlechner (1883–1917). Wcześnie osierocona przez matkę, w 1919 przybyła do Polski w związku z powołaniem ojca do armii niepodległego kraju; do szkoły powszechnej uczęszczała w Białej koło Bielska. W latach 1924–1932 była uczennicą Miejskiego Gimnazjum Żeńskiego w Katowicach. Po egzaminie dojrzałości w 1932 rozpoczęła w tymże roku studia na Wydziale Filozoficznym Uniwersytetu Jagiellońskiego, pod kierunkiem profesorów Jerzego Smoleńskiego i Wiktora Ormickiego specjalizując się w geografii. W 1936 uzyskała dyplom magisterski, a po odbyciu praktyki w VIII Gimnazjum w Krakowie zdobyła uprawnienia do nauczania geografii w szkołach średnich.
Krótko po studiach osiadła na stałe w Rabce. Na zaproszenie dyrektora miejscowego uzdrowiska Kazimierza Kadena związała się z tą placówką, w której prowadziła ajencję Polskiego Biura Podróży "Orbis". W 1938 wyszła za mąż za Czesława Trybowskiego, swojego dawnego kolegę ze studiów, nauczyciela geografii w Sanatoryjnym Gimnazjum Męskim Jana Wieczorkowskiego. Wraz z mężem organizowała stację meteorologiczną w Rabce. Okres okupacji spędziła również w Rabce, pracując jako telefonistka oraz sekretarka i tłumaczka naczelnika miejscowego Urzędu Pocztowego. Uczestniczyła w ruchu oporu w szeregach Związku Walki Zbrojnej, potem Armii Krajowej. W latach powojennych była wieloletnią pracownicą Państwowego Instytutu Hydrologiczno-Meteorologicznego w Rabce.
Od dzieciństwa realizowała swoją pasję wędrówek górskich. Jej pierwszym przewodnikiem był ojciec, z którym zwiedzała Beskid Cieszyński, źródła Wisły, Czantorię, Baranią Górę, Stożek. Od 1932 należała do Polskiego Towarzystwa Tatrzańskiego, w Krakowie w latach studenckich działała w Studium Turyzmu Uniwersytetu Jagiellońskiego. Po osiedleniu się w Rabce została członkinią miejscowego oddziału Polskiego Towarzystwa Tatrzańskiego, którym kierował ks. Justyn Bulanda. W 1939, wspólnie z mężem, opracowała przewodnik Rabka i okolice.
Działalność w ruchu turystycznym kontynuowała po wojnie, w ramach delegatury Oddziału Krakowskiego Polskiego Towarzystwa Tatrzańskiego w Rabce, a od 1951 Oddziału Polskiego Towarzystwa Turystyczno-Krajoznawczego w Rabce; była wśród założycieli tego oddziału, potem pełniła funkcję sekretarza, wreszcie przez 53 lata wiceprezesa. Udzielała się jako znakarz szlaków górskich, przewodnik beskidzki, terenowy instruktor przewodnictwa. Pisała opracowania, artykuły i foldery, poświęconych Rabce, Gorcom, Beskidowi Wyspowemu; część z nich ukazała się na łamach „Wierchów” i „Dziennika Polskiego” (była także korespondentką Turystycznej Agencji Prasowej), część w formie książkowej, m.in. przewodnik Rabka i okolice (współautorka, trzy wydania — 1987, 1996, 2001) czy album Rabka na starej fotografii (2001). W ostatnich miesiącach życia pracowała wspólnie z Marią Olszowską nad Słownikiem biograficznym Rabki, który ukazał się drukiem już po jej śmierci w 2007.
Elfryda Trybowska należała do grona założycieli Grupy Rabczańskiej (później Podhalańskiej) Górskiego Ochotniczego Pogotowia Ratunkowego w 1954. Działała też w innych organizacjach społecznych, m.in. Stowarzyszeniu Rodzin Ofiar Katynia Polski Południowej, będąc inicjatorką postawienia na rabczańskim cmentarzu parafialnym Krzyża Katyńskiego oraz — wspólnie z mężem — budowy pomnika ofiar obozu koncentracyjnego w Oświęcimiu.

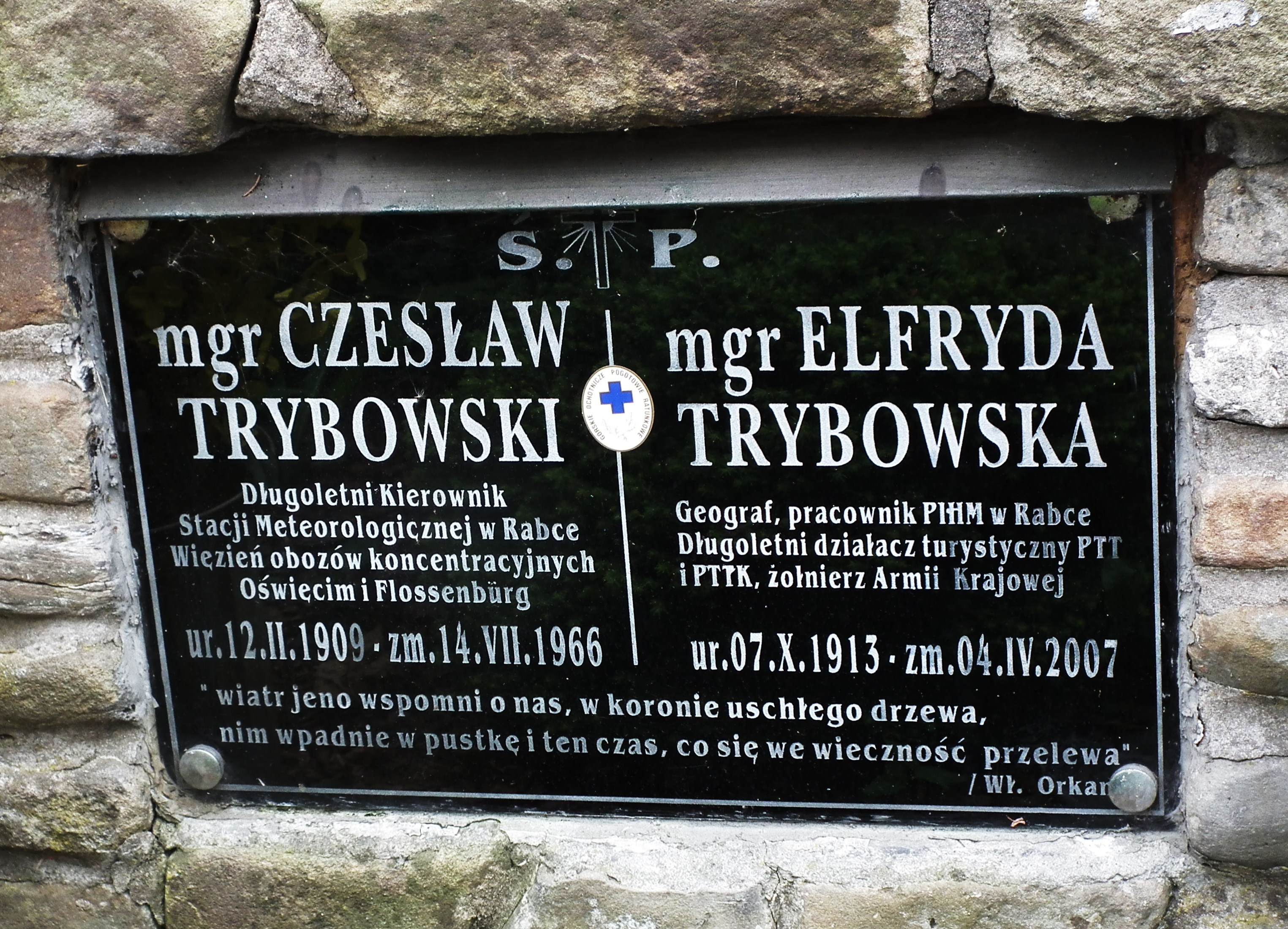
Grób na Starym Cmentarzu w Rabce

W 1985 XI Zjazd Krajowy Polskiego Towarzystwa Turystyczno-Krajoznawczego w Warszawie nadał jej godność członka honorowego Towarzystwa. Od 1979 była również honorową obywatelką Rabki. Posiadała szereg odznaczeń państwowych, resortowych i regionalnych, wśród nich: Krzyż Kawalerski i Krzyż Oficerski Orderu Odrodzenia Polski, Złoty Krzyż Zasługi, Krzyż Armii Krajowej, odznaki „Zasłużony dla Uzdrowiska Rabka”, „Za zasługi dla województwa nowosądeckiego”, „Zasłużony działacz kultury", złotą odznakę honorową „Zasłużony pracownik PTTK”, medal honorowy „Za zasługi dla ratownictwa górskiego”, medal „50 lat służby hydrologicznej i meteorologicznej”.
Zmarła 4 kwietnia 2007. Z małżeństwa z Czesławem Trybowskim (zm. 1966) miała syna Antoniego.